# Натал (город, Бразилия)
Ната́л (порт. Natal) — город и муниципалитет на востоке Бразилии, столица и крупнейший город штата Риу-Гранди-ду-Норти. Входит в состав мезорегиона Восток штата Риу-Гранди-ду-Норти и в состав крупной городской агломерации Натал. Входит в экономико-статистический микрорегион Натал.

## История
В Доколумбову эпоху территорию населяли индейские племена тупи, занимавшиеся охотой, рыболовством и примитивным земледелием.
Португальская экспедиция, в состав которой входил и ставший впоследствии знаменитым Америго Веспуччи, посетила район в 1501 году. Расположенный к северу от сегодняшнего Натала мыс (ближайшая к Африке точка Южной Америки) был назван Кабо-Сан-Рох (в честь Святого Роха).
В последующие десятилетия португальцы не проявляли интереса к колонизации территории, сосредоточив усилия на расположенном южнее Ресифи. Воспользовавшись этим, на берегу основали поселение французские буканьеры, завязавшие торговые (а в дальнейшем и семейные) отношения с туземцами. Обеспокоенная их активностью, администрация португальских владений в 1597 году провела военную экспедицию, уничтожившую поселения пиратов. В целях закрепления контроля над территорией 6 января 1598 года португальцы заложили форт Три волхва (в честь библейских персонажей), а 25 декабря 1599 года у его стен была основана деревня Натал. Эта дата и считается днём основания города.

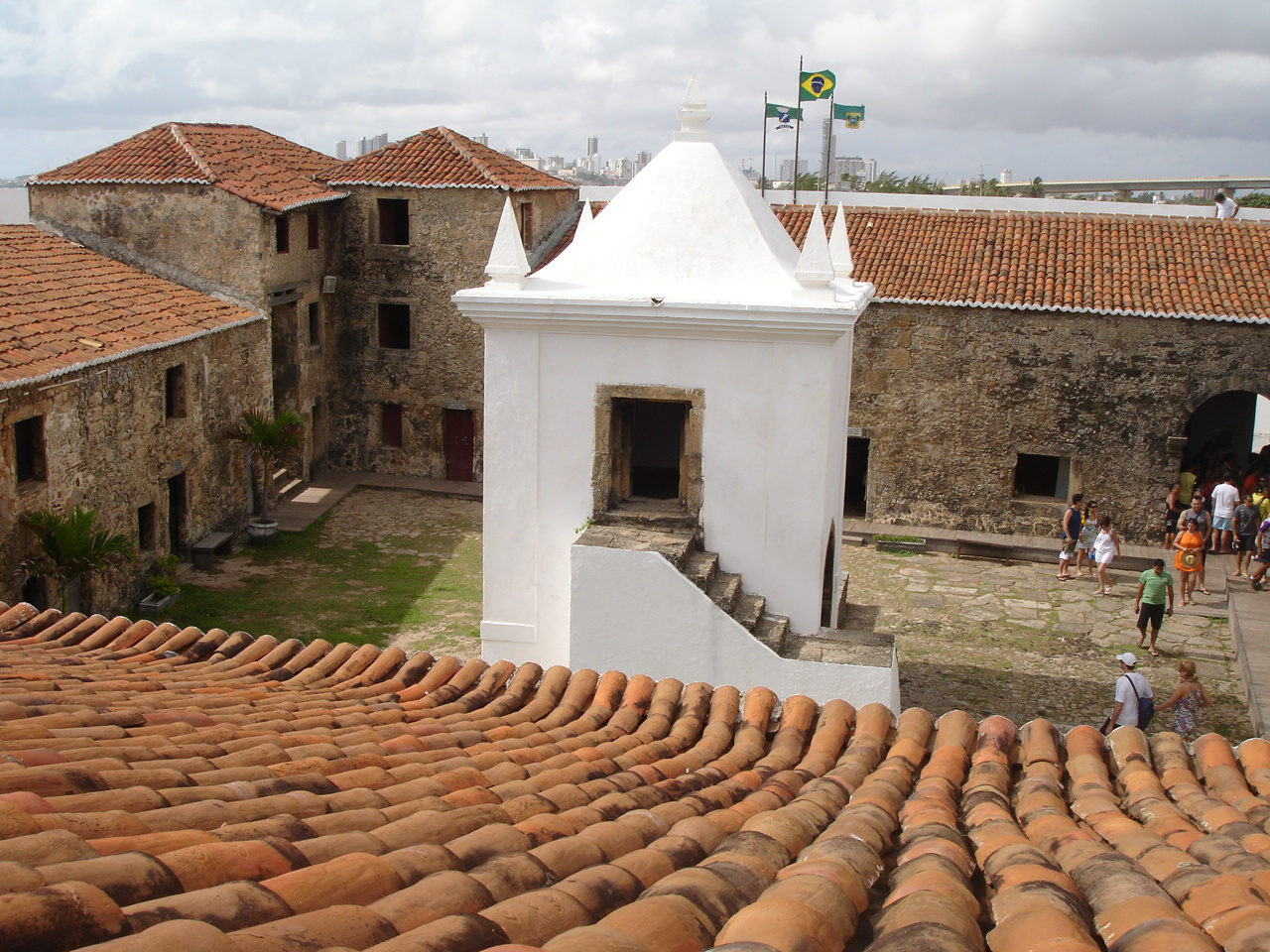
Форт Три волхва

Песчаные почвы вокруг города не подходили для выращивания сахарного тростника, поэтому основой его экономики на следующие три столетия стало пастбищное скотоводство.
С 1633 по 1654 годы Натал входил в состав Голландской Бразилии, столица которой размещалась в Ресифи. В 1824 году Натал формально оказался на территории самопровозглашённой Экваториальной конфедерации, через несколько месяцев разгромленной англо-бразильскими силами, но, из-за удалённости и малонаселённости региона, фактически война его никак не затронула.
С открытием на рубеже XIX—XX веков в окрестностях города крупных месторождений поваренной соли, а затем и нефти, начался период стремительного развития Натала, продолжающийся до наших дней.

## География и климат

### Географические сведения
Натал расположен на северо-востоке Бразилии, на побережье Атлантического океана в устье реки Потенжи. Природные ландшафты вокруг города представляют собой полосу поросших тропическими лесами невысоких холмов, отделяющих побережье от региона Каатинга (бразильской саванны). Почвы вокруг города бедные, так как сильные дожди вымывают из них полезные вещества. На охраняемых участках побережья в окрестностях Натала сохранились мангры.

### Климат
Натал характеризуется типичным тропическим саванным климатом, с высокой температурой в течение всего года и двумя сезонами — сухим и дождливым. Жара обычно смягчается ветром со стороны океана. Самый тёплый месяц — февраль, сезон дождей с февраля по август.
| Показатель                    | Янв. | Фев. | Март | Апр. | Май  | Июнь | Июль | Авг. | Сен. | Окт. | Нояб. | Дек. | Год  |
| ----------------------------- | ---- | ---- | ---- | ---- | ---- | ---- | ---- | ---- | ---- | ---- | ----- | ---- | ---- |
| Абсолютный максимум, °C       | 37,0 | 38,0 | 38,0 | 38,0 | 32,0 | 36,0 | 36,0 | 37,0 | 37,0 | 32,0 | 35,0  | 36,0 | 38,0 |
| Средний суточный максимум, °C | 31,9 | 31,3 | 31,3 | 30,8 | 29,6 | 29,0 | 28,6 | 29,3 | 30,1 | 31,1 | 31,5  | 31,7 | 30,5 |
| Средняя температура, °C       | 26,9 | 27,4 | 26,8 | 25,6 | 25,0 | 24,5 | 24,7 | 24,8 | 25,3 | 26,2 | 26,4  | 26,4 | 26,0 |
| Средний суточный минимум, °C  | 22,0 | 23,5 | 22,3 | 22,2 | 21,5 | 20,9 | 20,3 | 20,2 | 20,5 | 21,2 | 21,4  | 22,1 | 21,5 |
| Абсолютный минимум, °C        | 21,0 | 21,0 | 18,0 | 18,0 | 16,0 | 16,0 | 17,0 | 17,0 | 18,0 | 20,0 | 20,0  | 21,0 | 16,0 |
| Норма осадков, мм             | 50   | 87   | 190  | 247  | 264  | 289  | 206  | 125  | 40   | 17   | 15    | 26   | 1552 |
| Источник: WeatherBase         |      |      |      |      |      |      |      |      |      |      |       |      |      |

## Население
По данным Бразильского института географии и статистики, население города в 2013 году составило 0,85 млн человек, агломерации — более 1,4 млн.
Расовый состав населения:
- белые — 44,3 %;
- парду — 49,8 %;
- негры — 4,7 %;
- азиаты — 1,0 %.

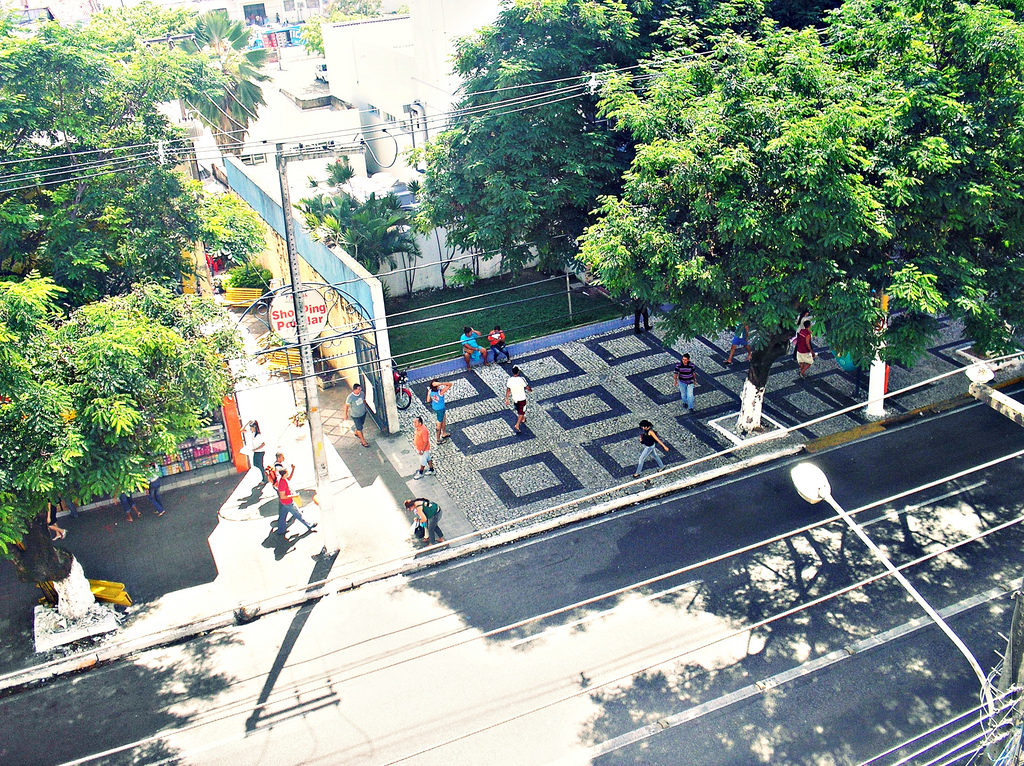
Жилой район Сидаджи-Аута

Белые жители Натала в основном являются потомками португальских переселенцев, небольшая часть — голландцев, итальянцев и малых народностей Иберийского полуострова.
Около 76 % горожан — католики, 14 % — протестанты, 8 % — атеисты. Уровень преступности низкий (по меркам крупных городов Бразилии).

## Экономика

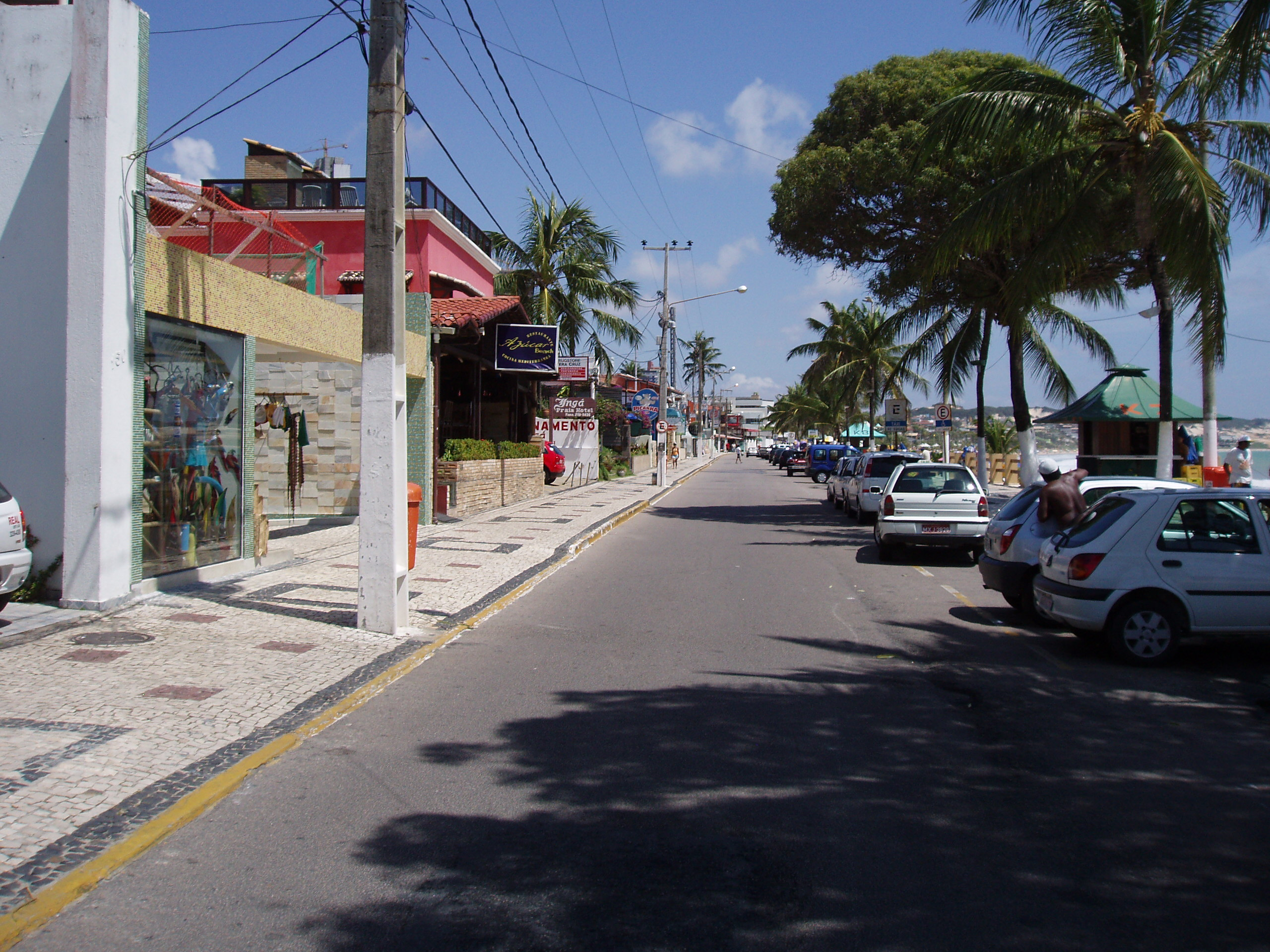
Улица на набережной

Основа экономики Натала — туризм. Тёплый океан, белоснежные песчаные дюны и разнообразная ночная жизнь ежегодно привлекают в город почти три миллиона бразильских туристов и около полумиллиона иностранцев (в основном европейцев).
Другими важными отраслями являются:
- добыча нефти и поваренной соли (в окрестностях);
- рыболовство;
- строительство;
- упаковка и переработка тропических фруктов и орехов;
- розничная торговля.

## Транспорт
В 18 километрах от города расположен международный аэропорт Аугусту Северу (IATA: NAT, ICAO: SBNT) с пассажирооборотом 2,7 млн человек в год (2012). Регулярные пассажирские рейсы совершаются во все основные города Бразилии, а также в Амстердам, Рим, Лиссабон и Милан.
В 11 километрах от центра города расположен строящийся международный аэропорт Гранди-Натал. Открытие ожидается в апреле 2014 года.
В Натале пересекаются федеральные шоссе BR-101 (Натал — Порту-Алегри) и BR-304 (Натал — Русас).
Общественный транспорт представлен автобусами.

## Статистика
- Валовой внутренний продукт на 2005 год составляет 7 038 816 тыс. реалов (данные: Бразильский институт географии и статистики).
- Валовой внутренний продукт на душу населения на 2005 год составляет 9047,00 реалов (данные: Бразильский институт географии и статистики).
- Индекс развития человеческого потенциала на 2000 год составляет 0,788 (данные: Программа развития ООН).

## Города-побратимы
- Вифлеем, Палестинская национальная администрация
- Порту-Алегри, Бразилия
- Салвадор, Бразилия
- Рио-де-Жанейро, Бразилия
- Гавана, Куба
- Лиссабон, Португалия

## Галерея

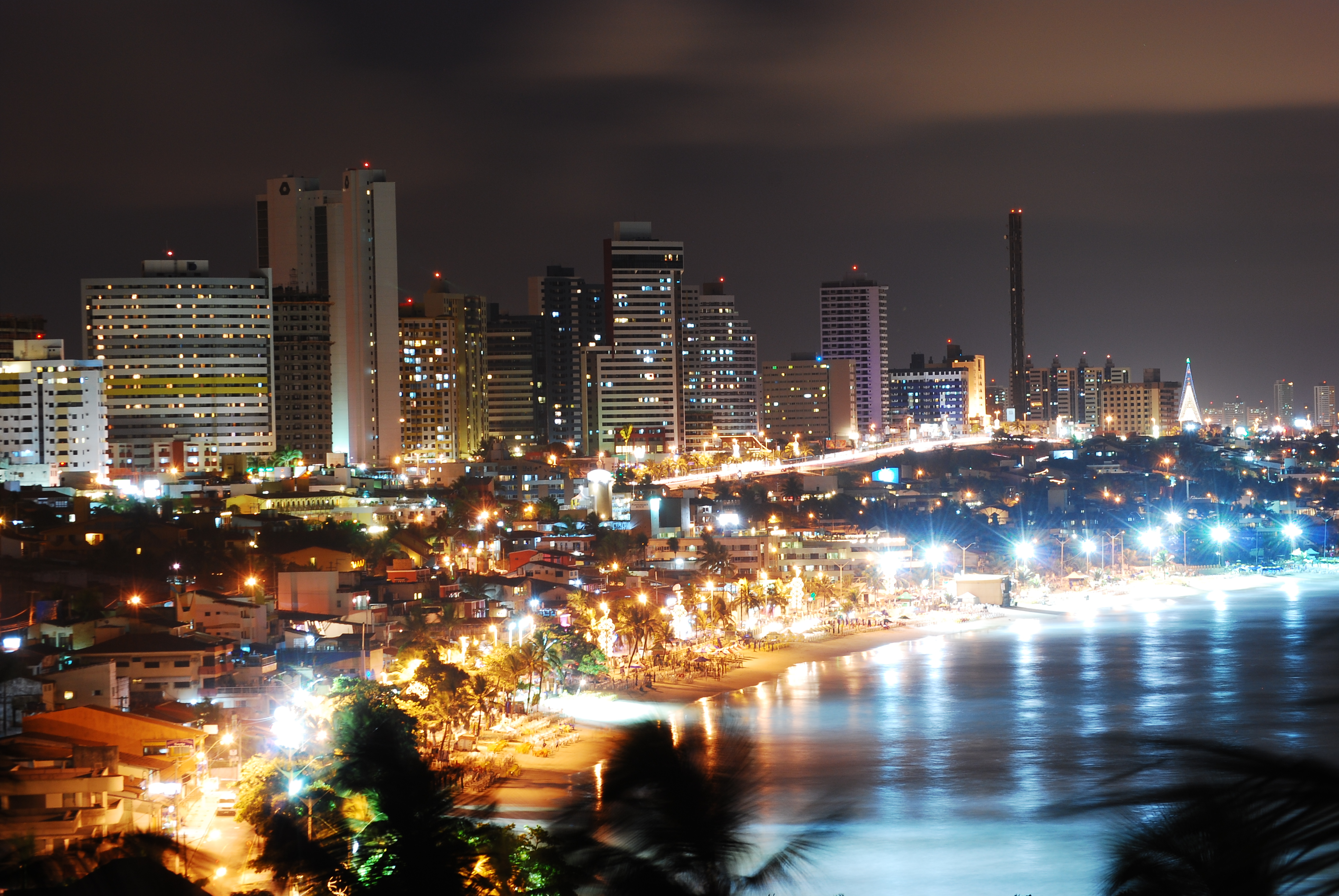
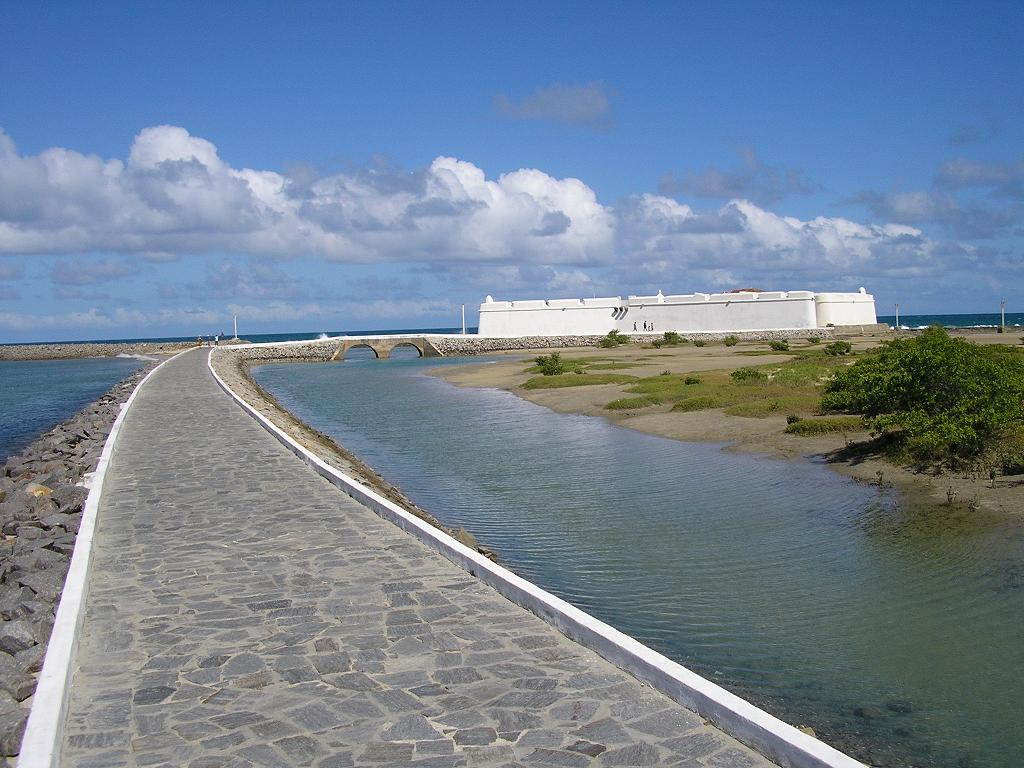
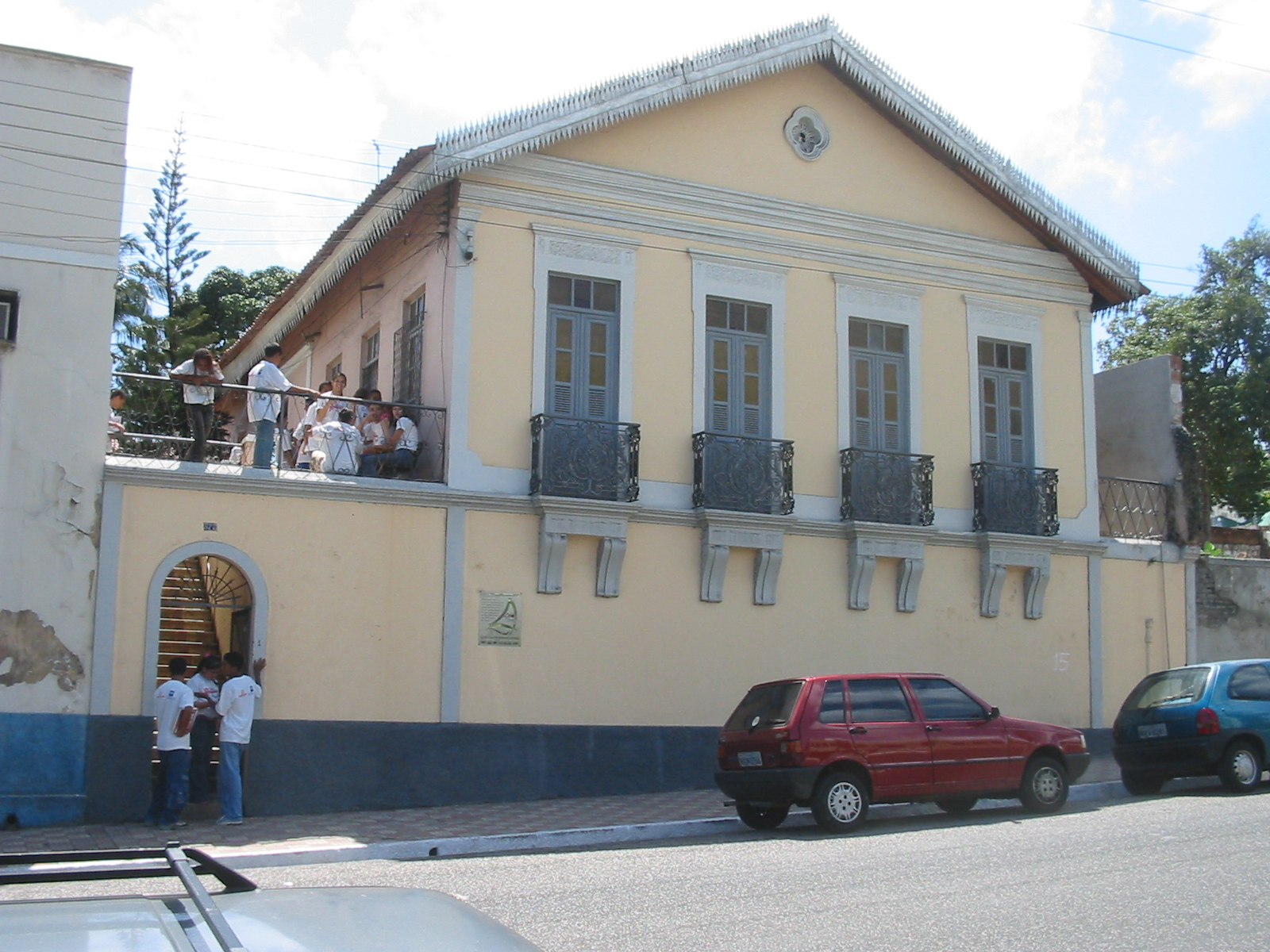
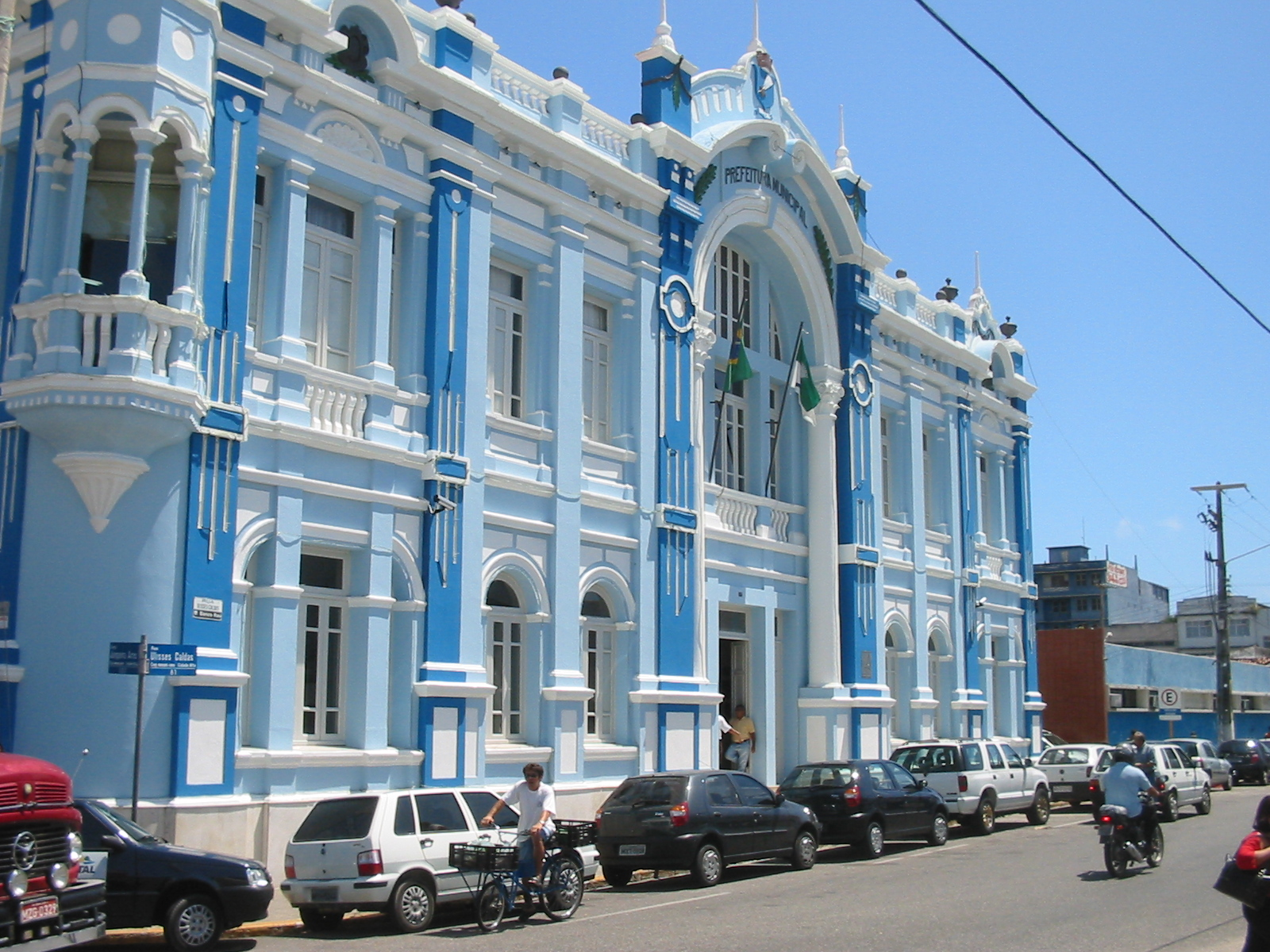
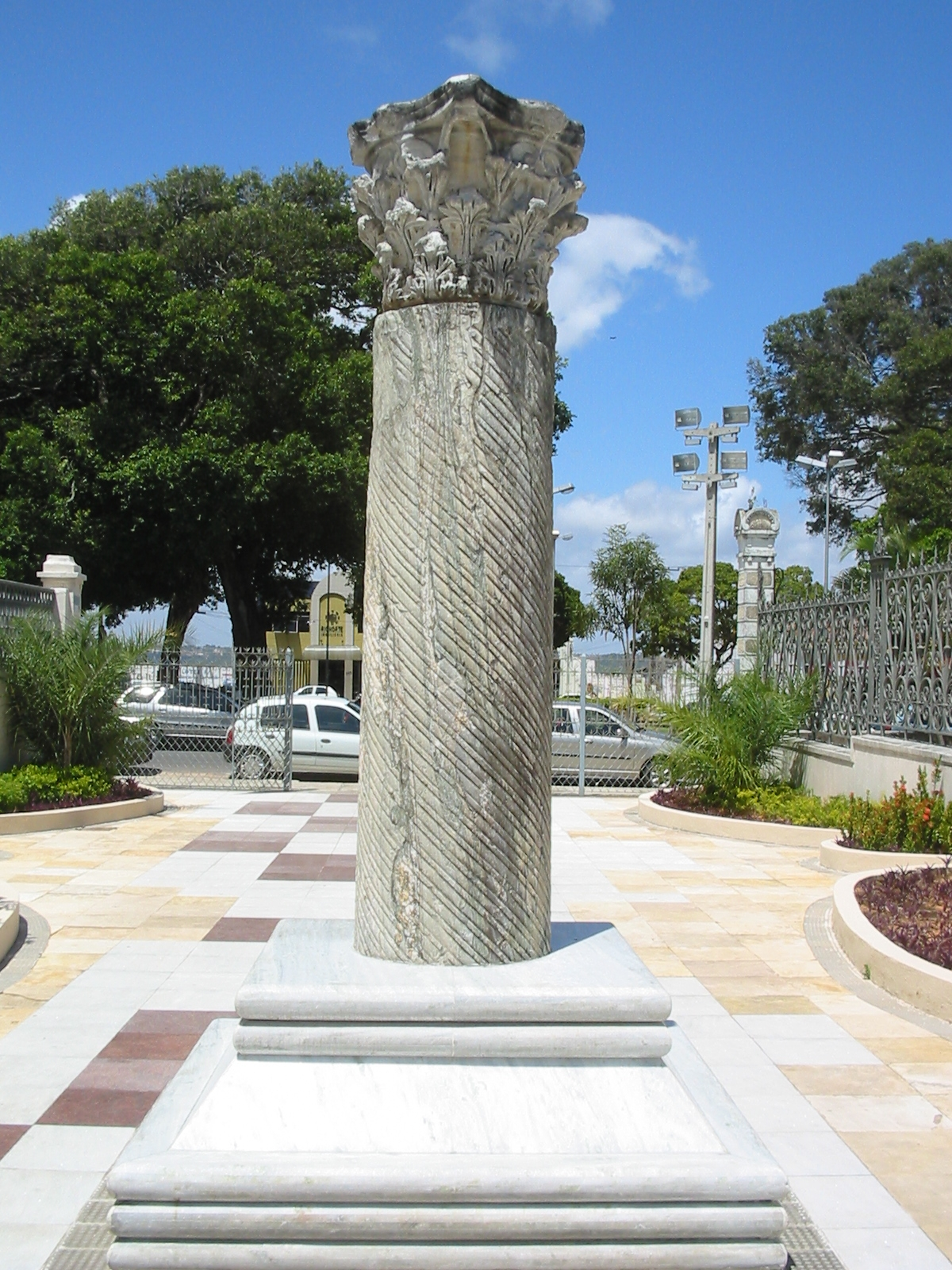
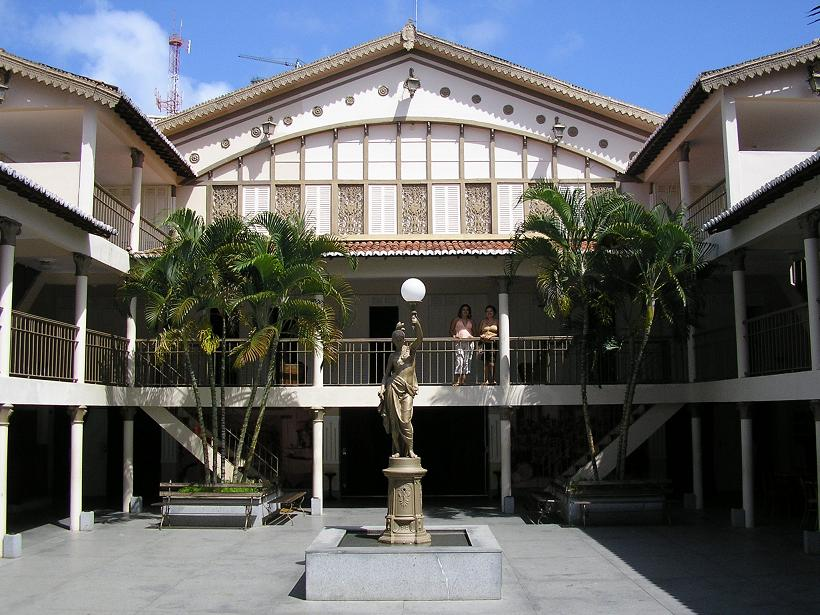
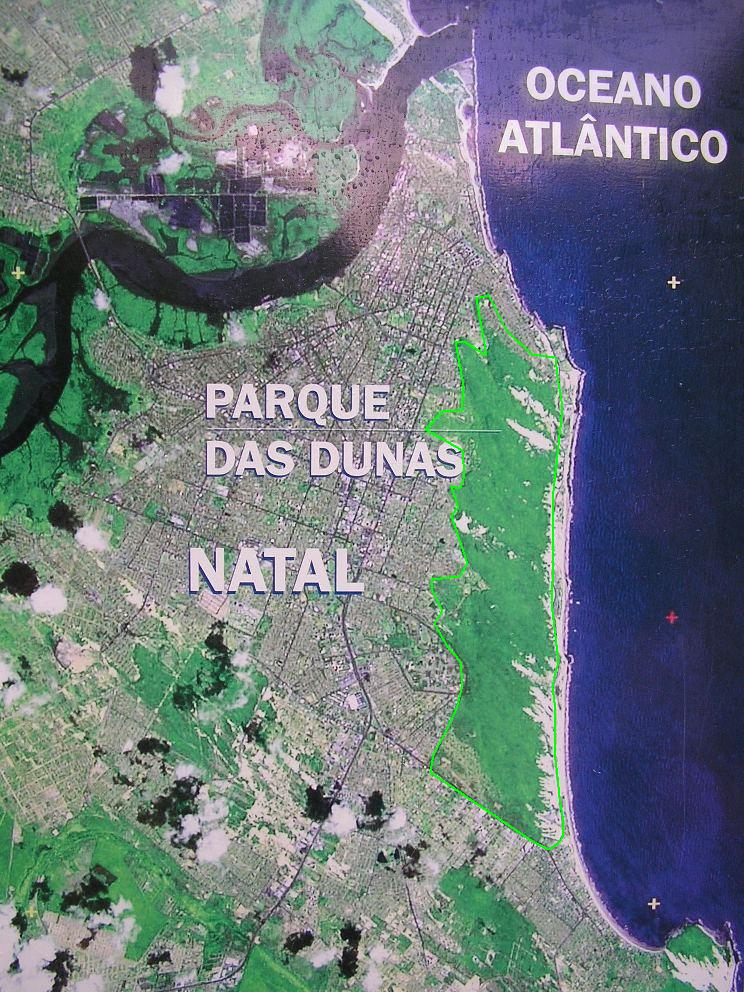
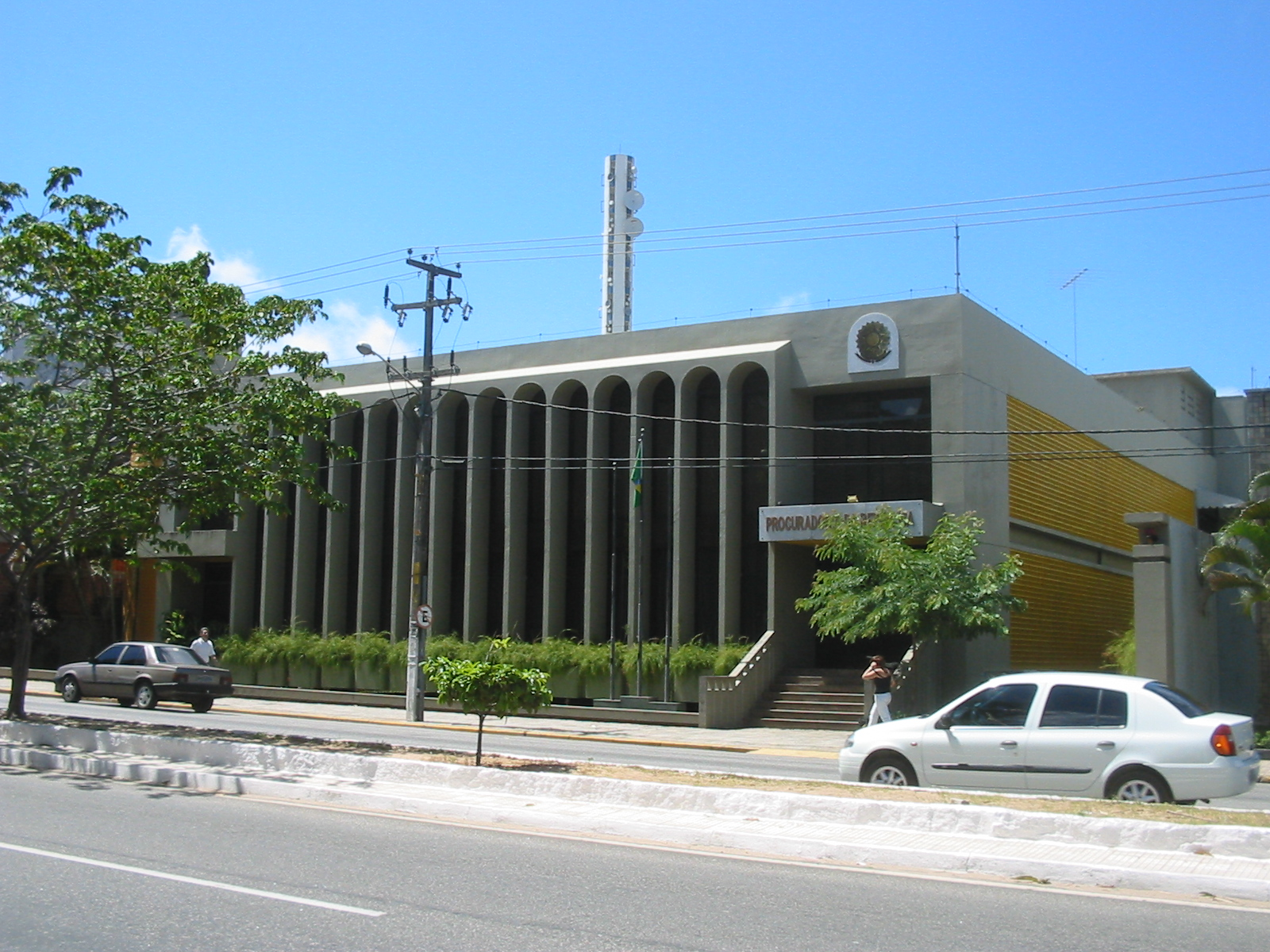
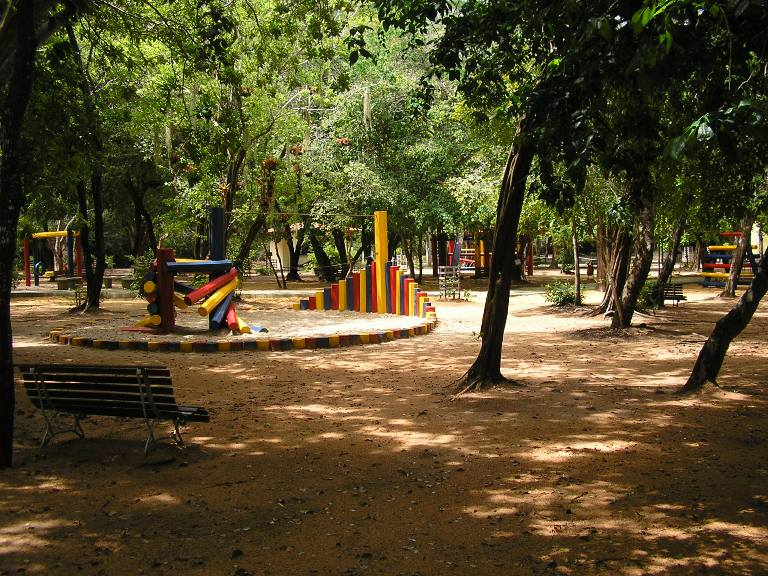
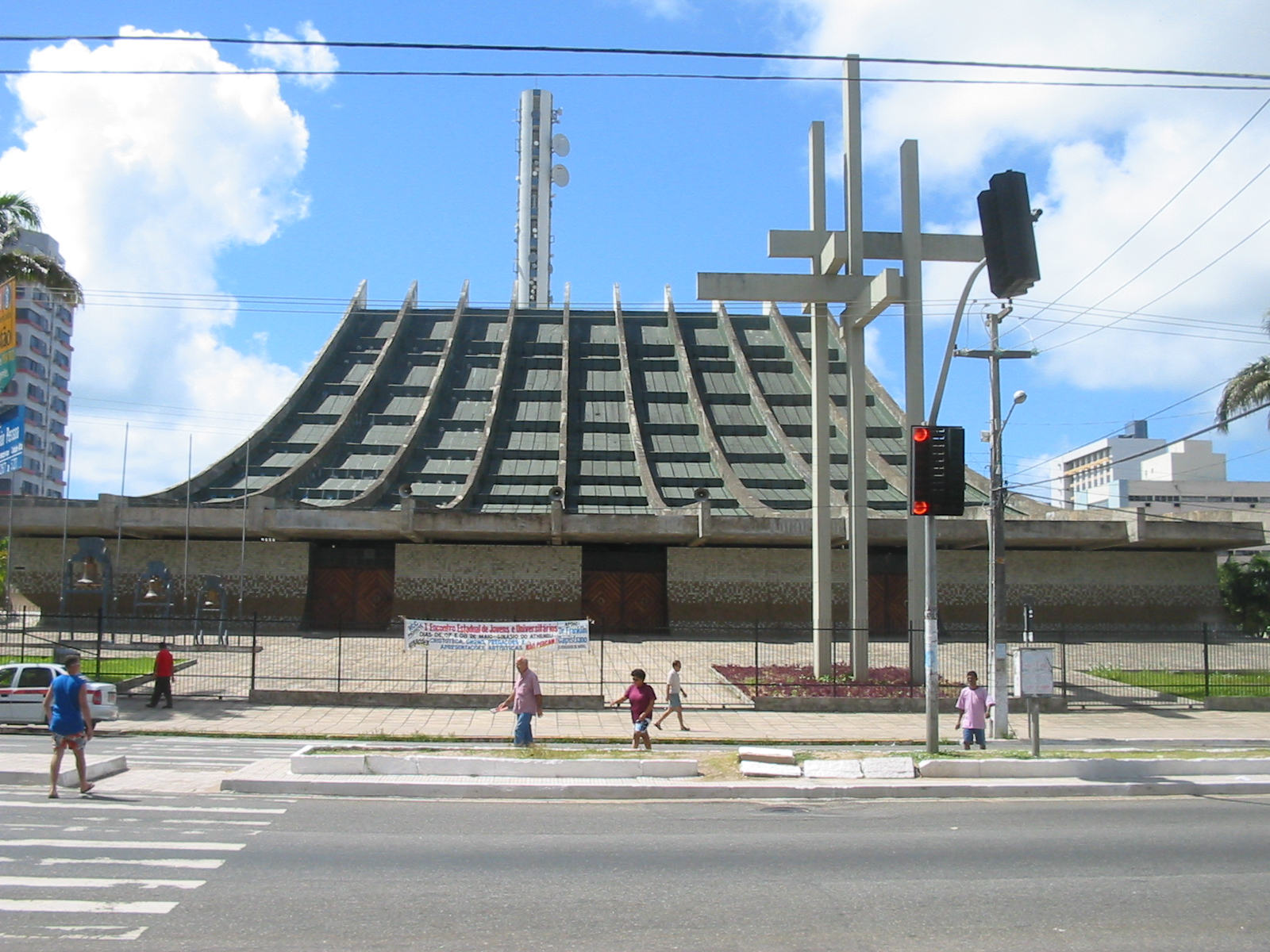
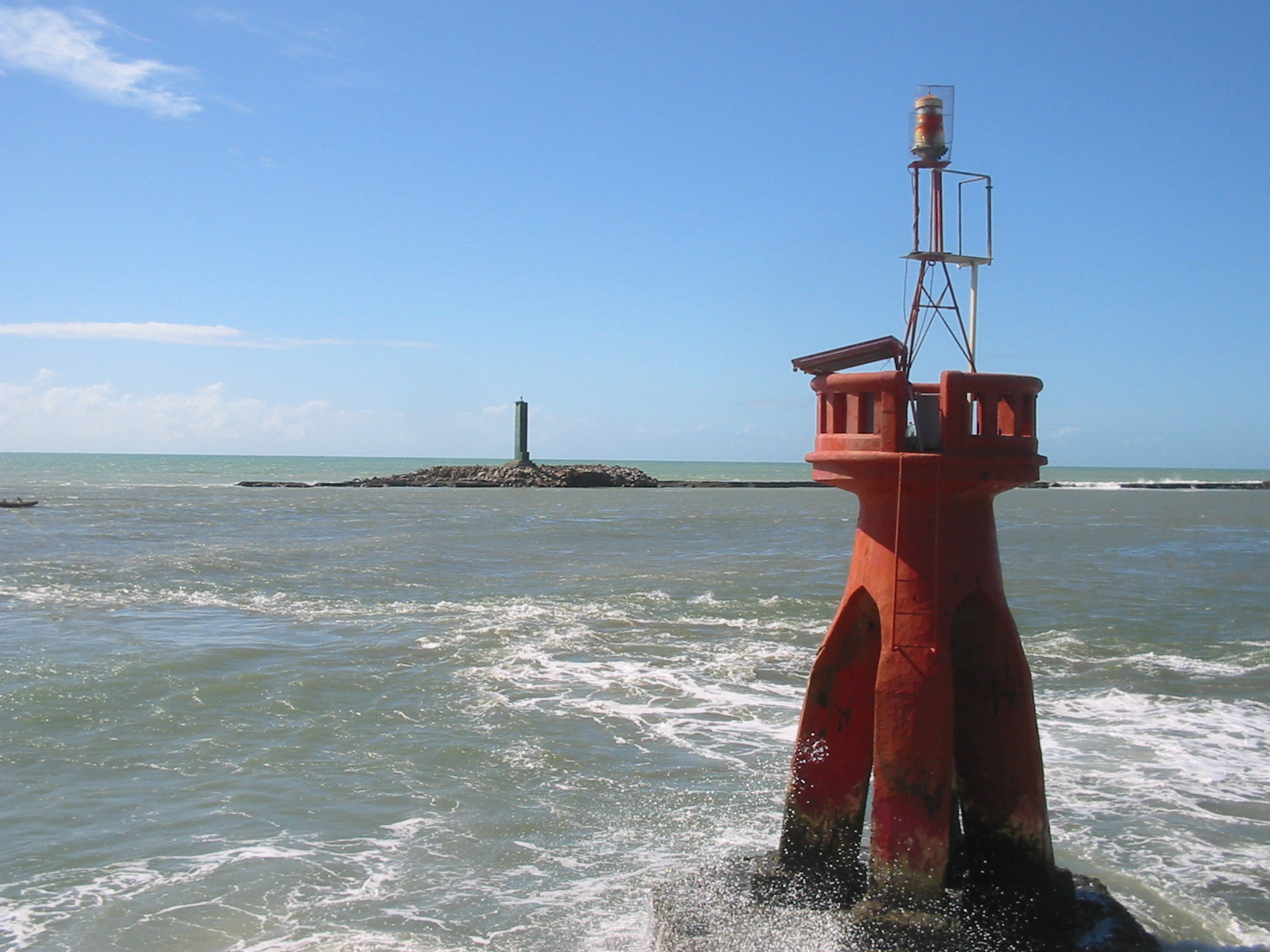
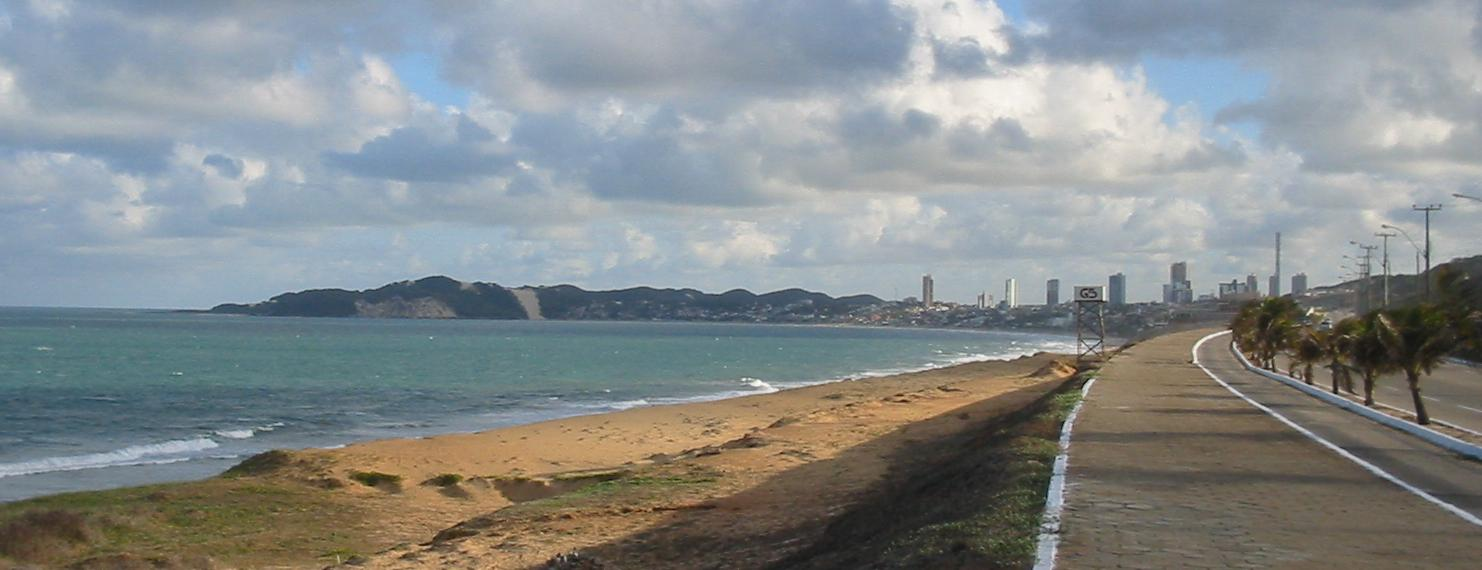
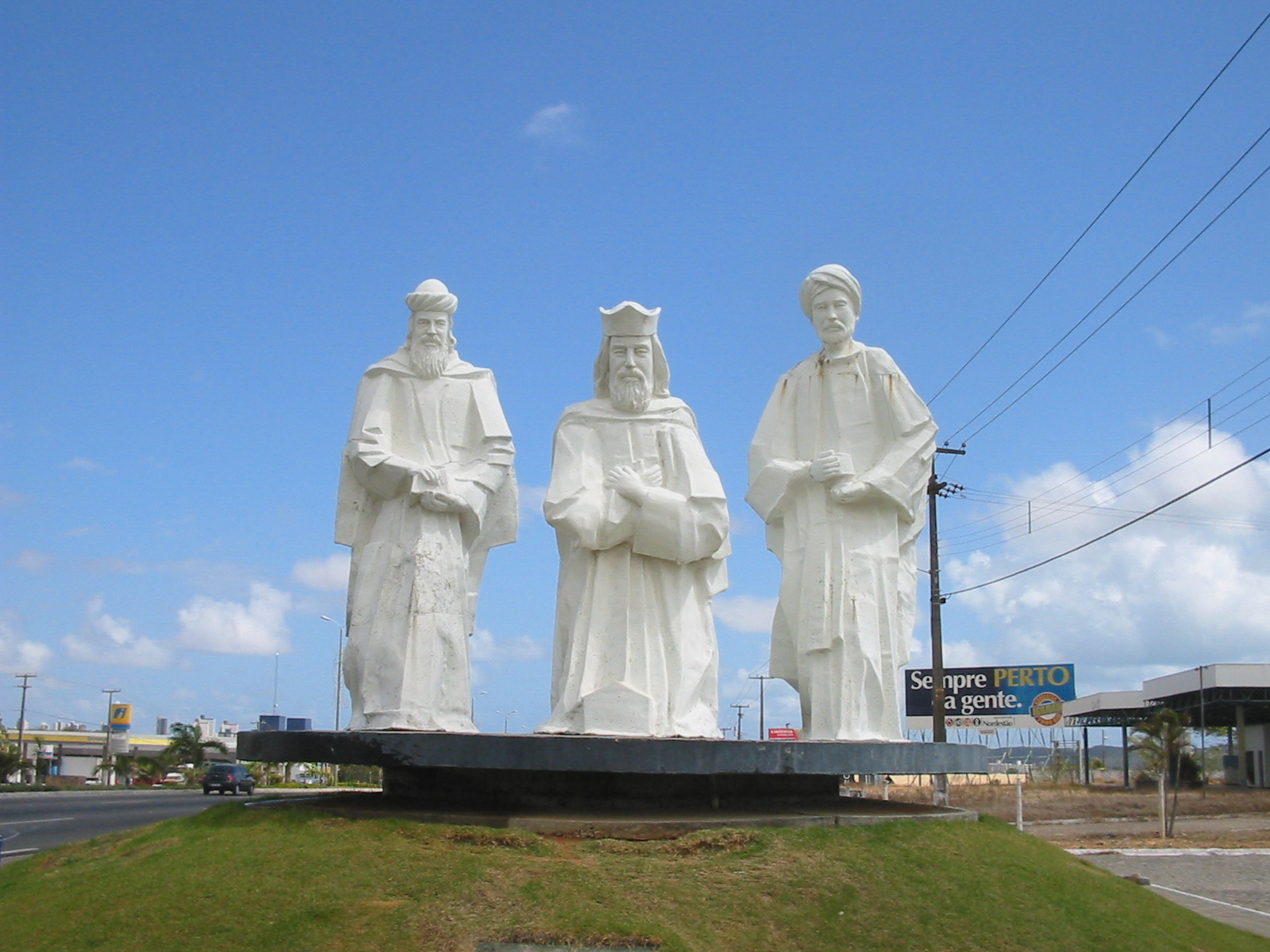
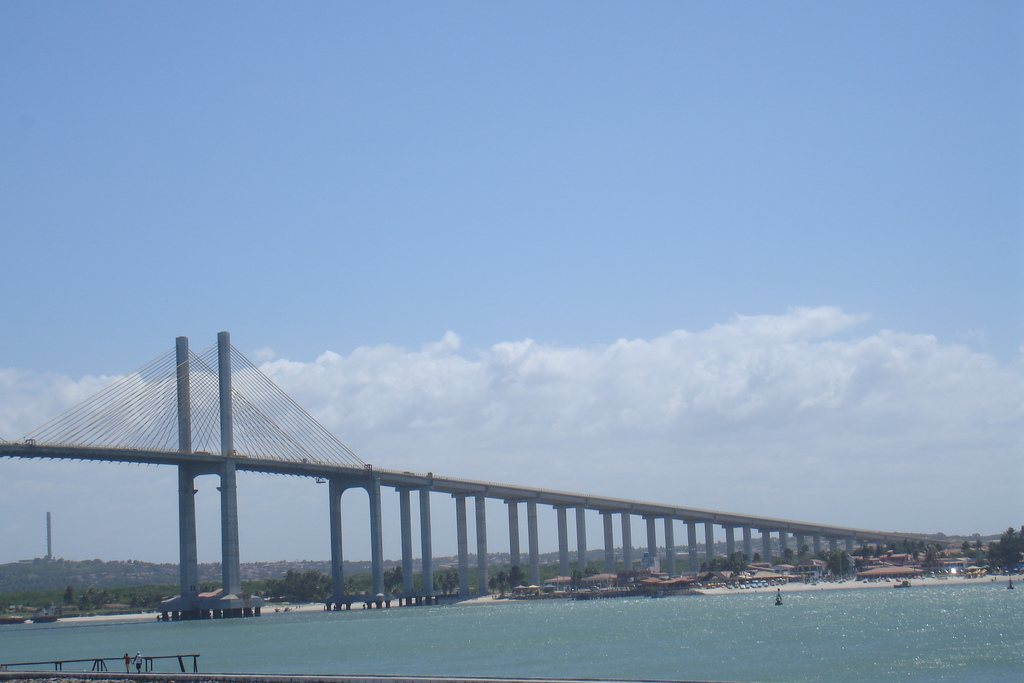
Мост
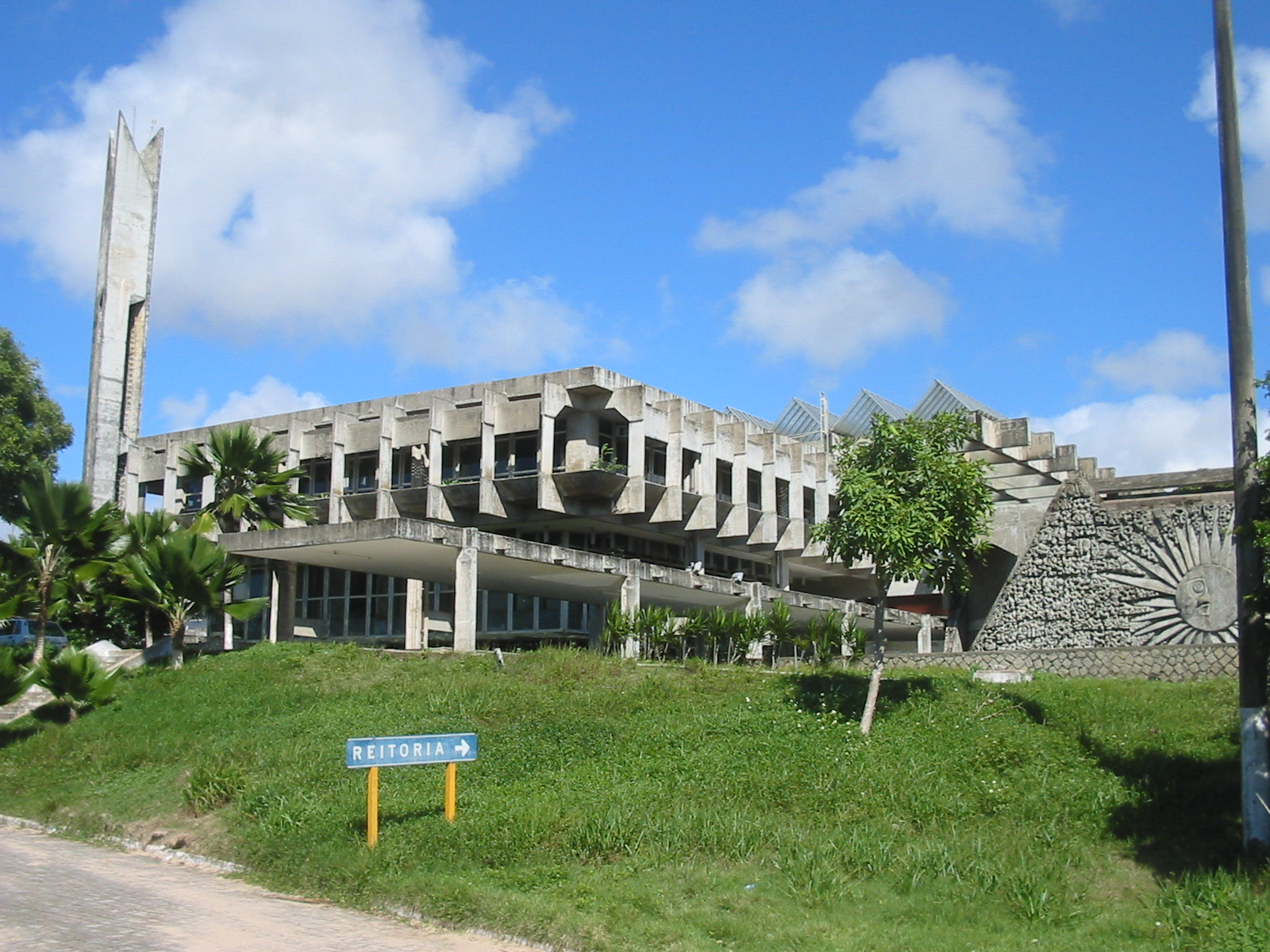
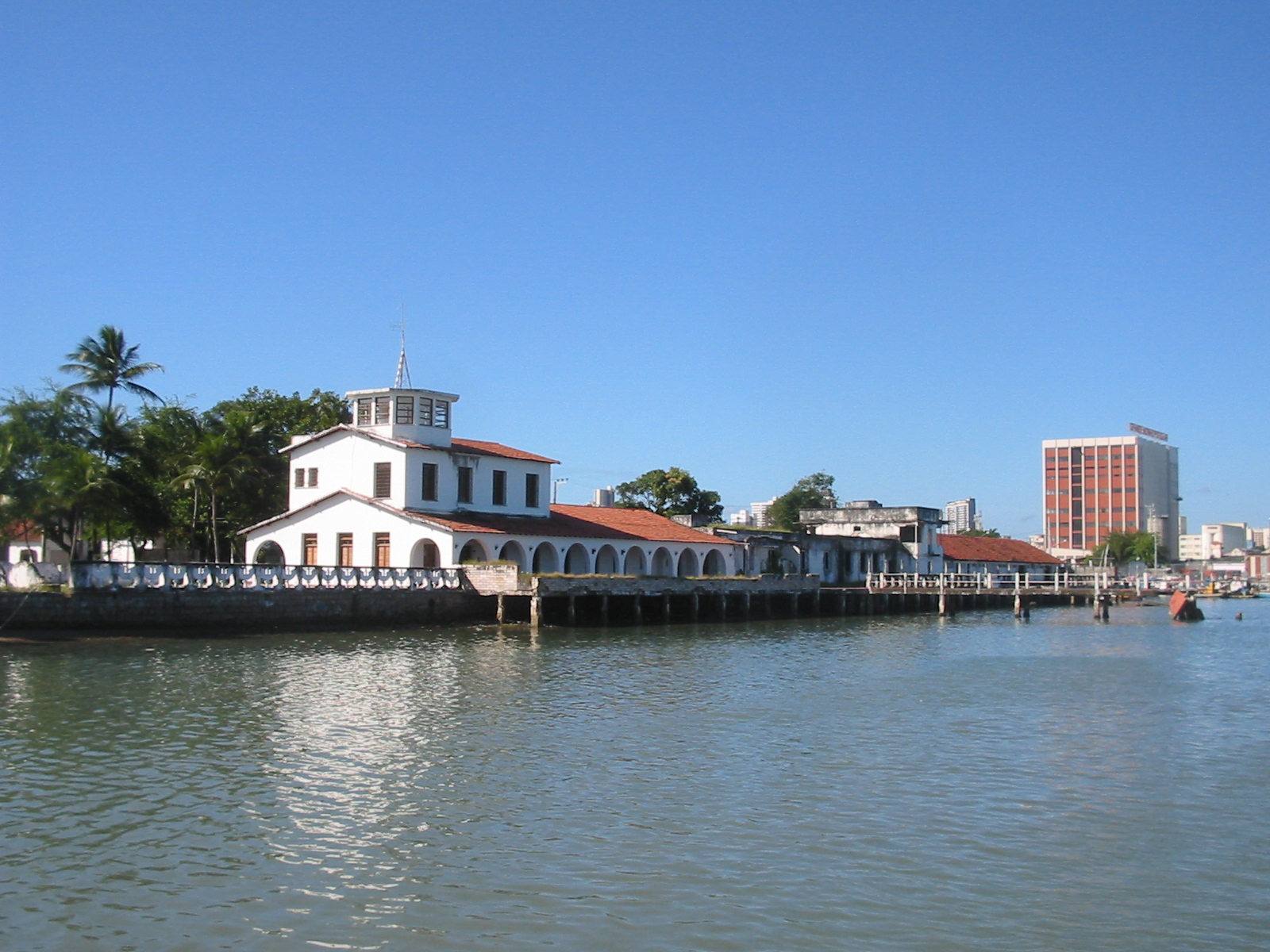
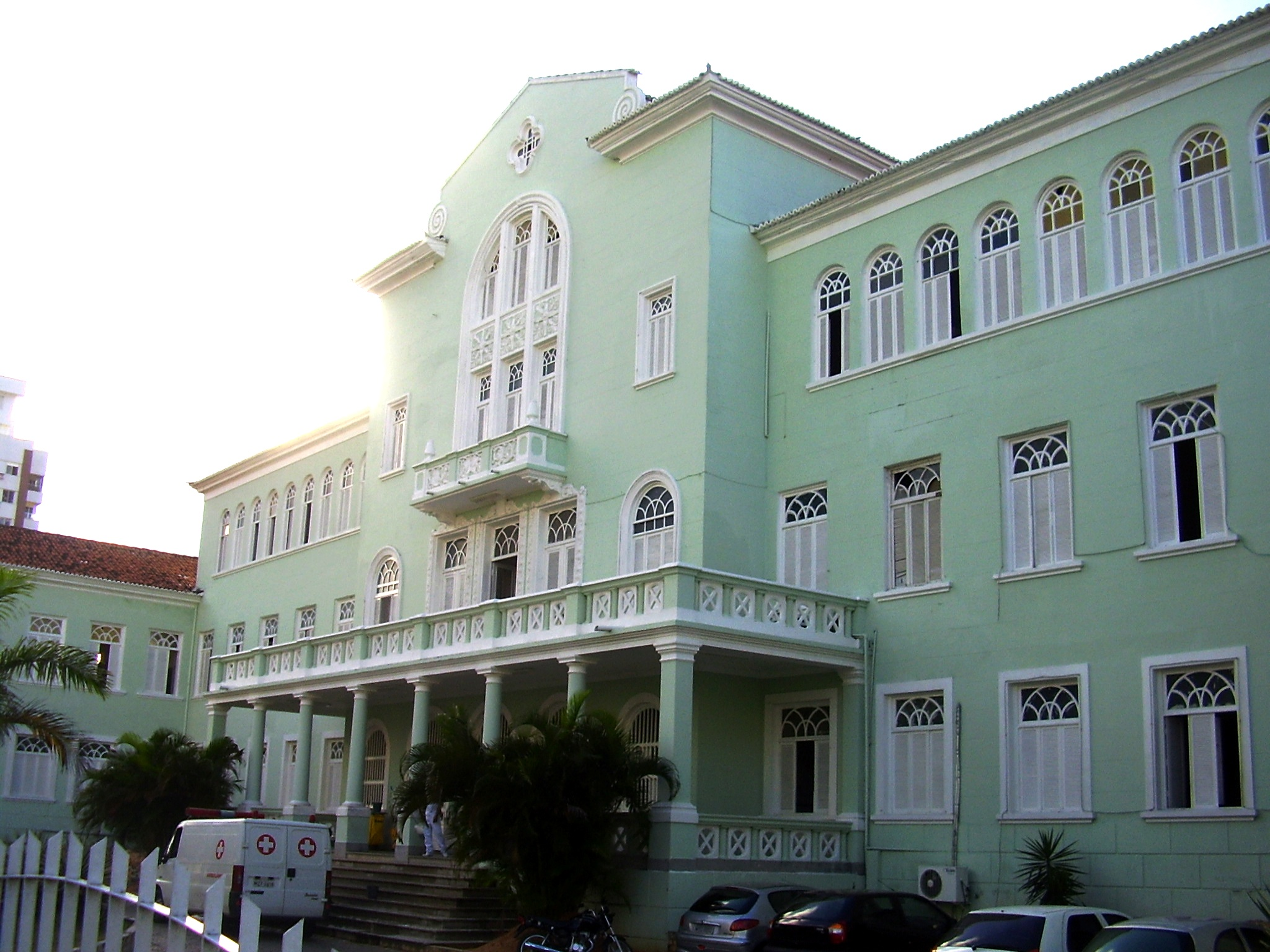
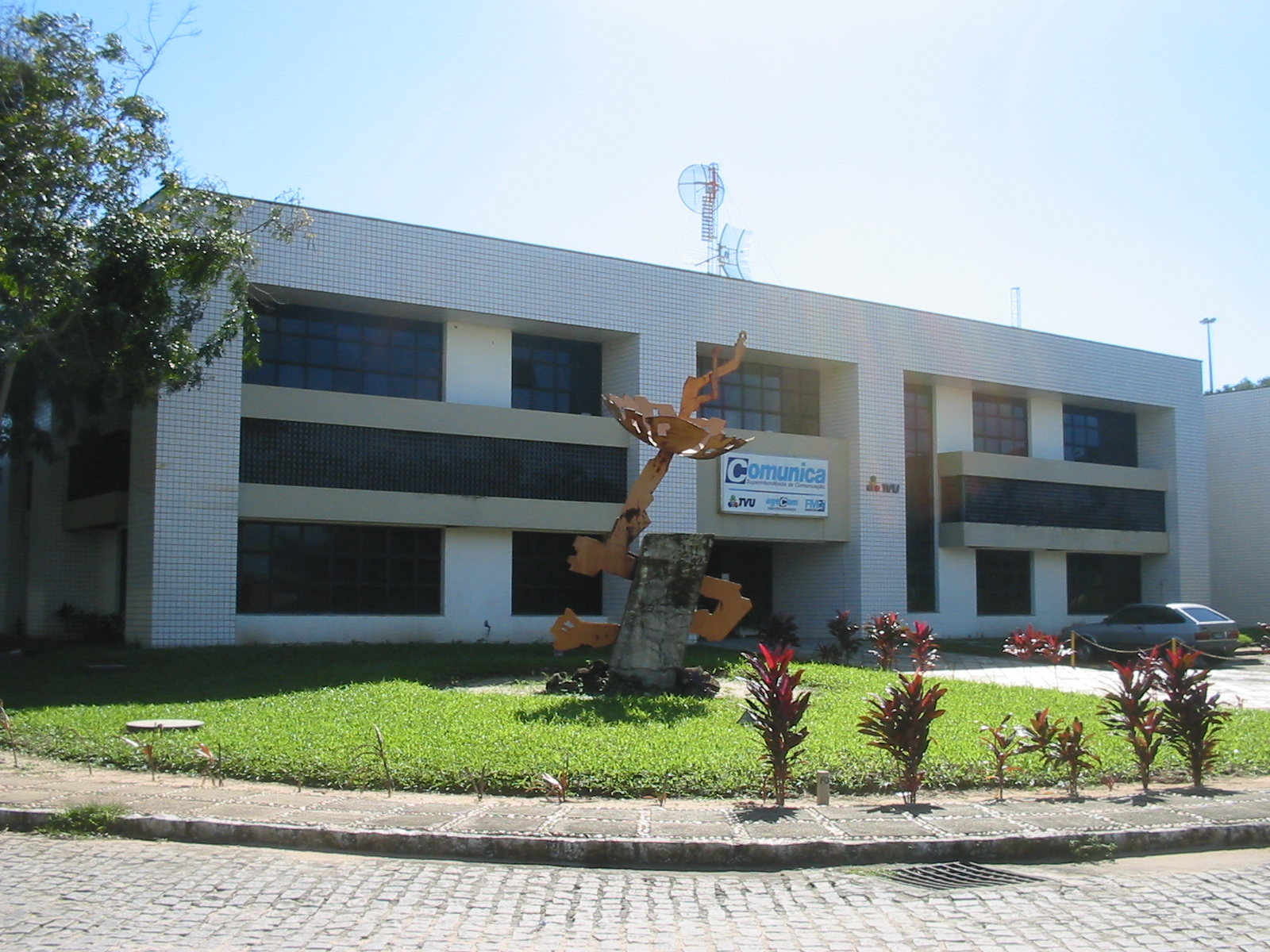
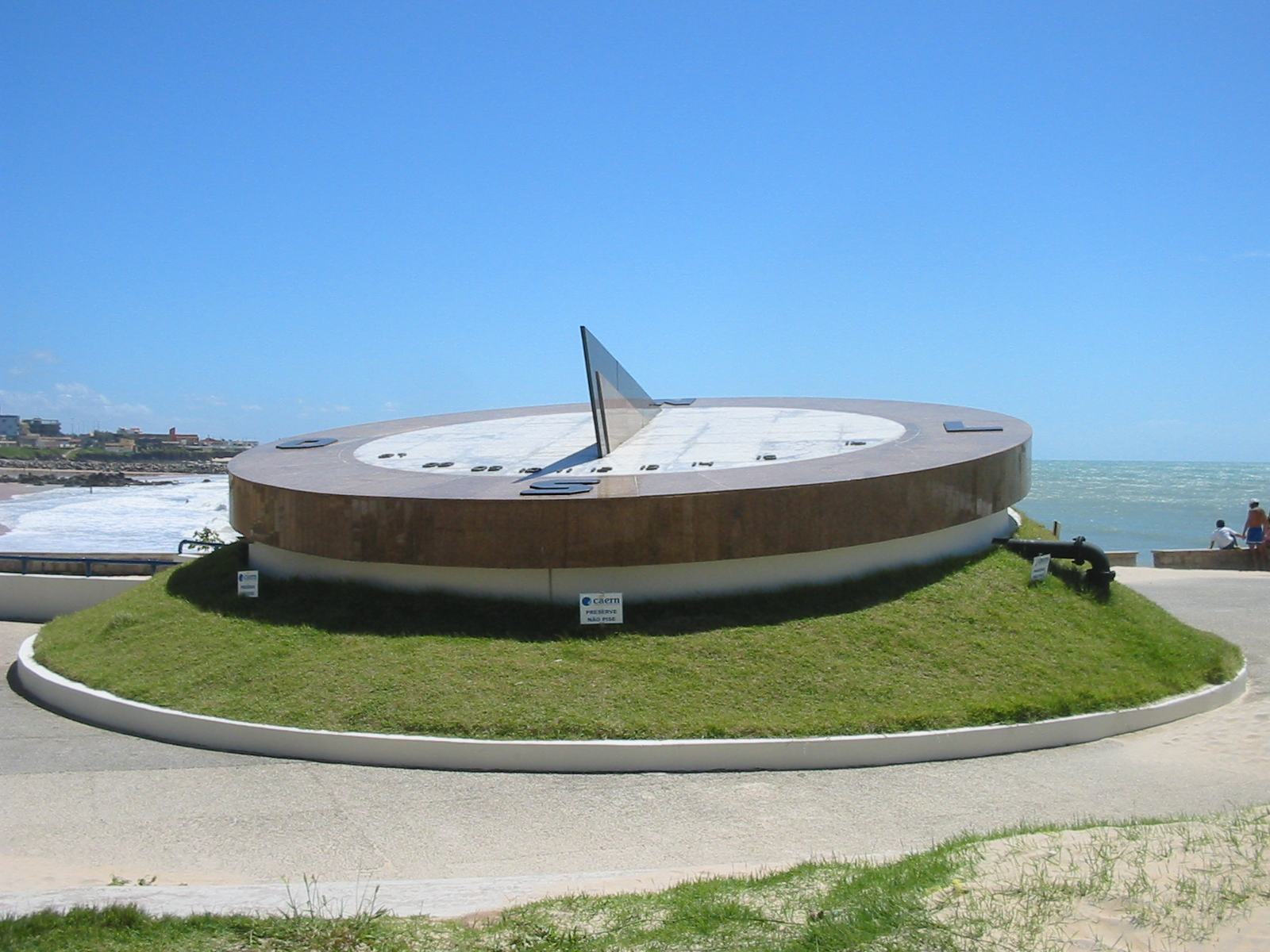
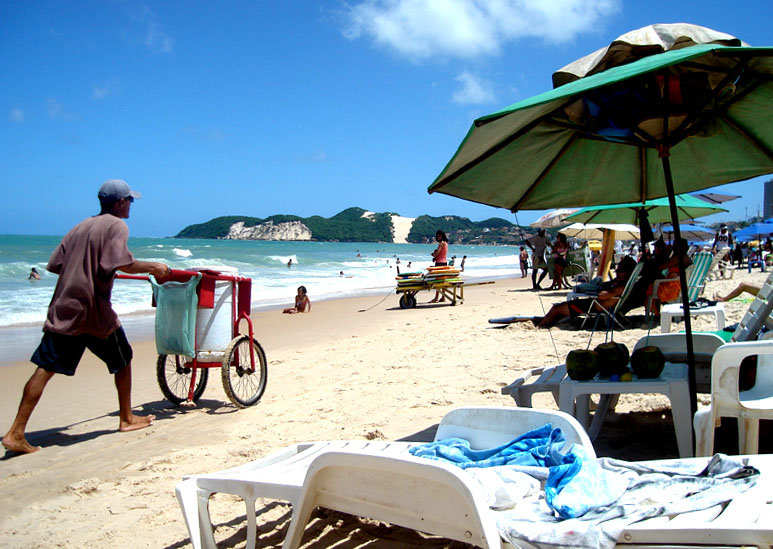
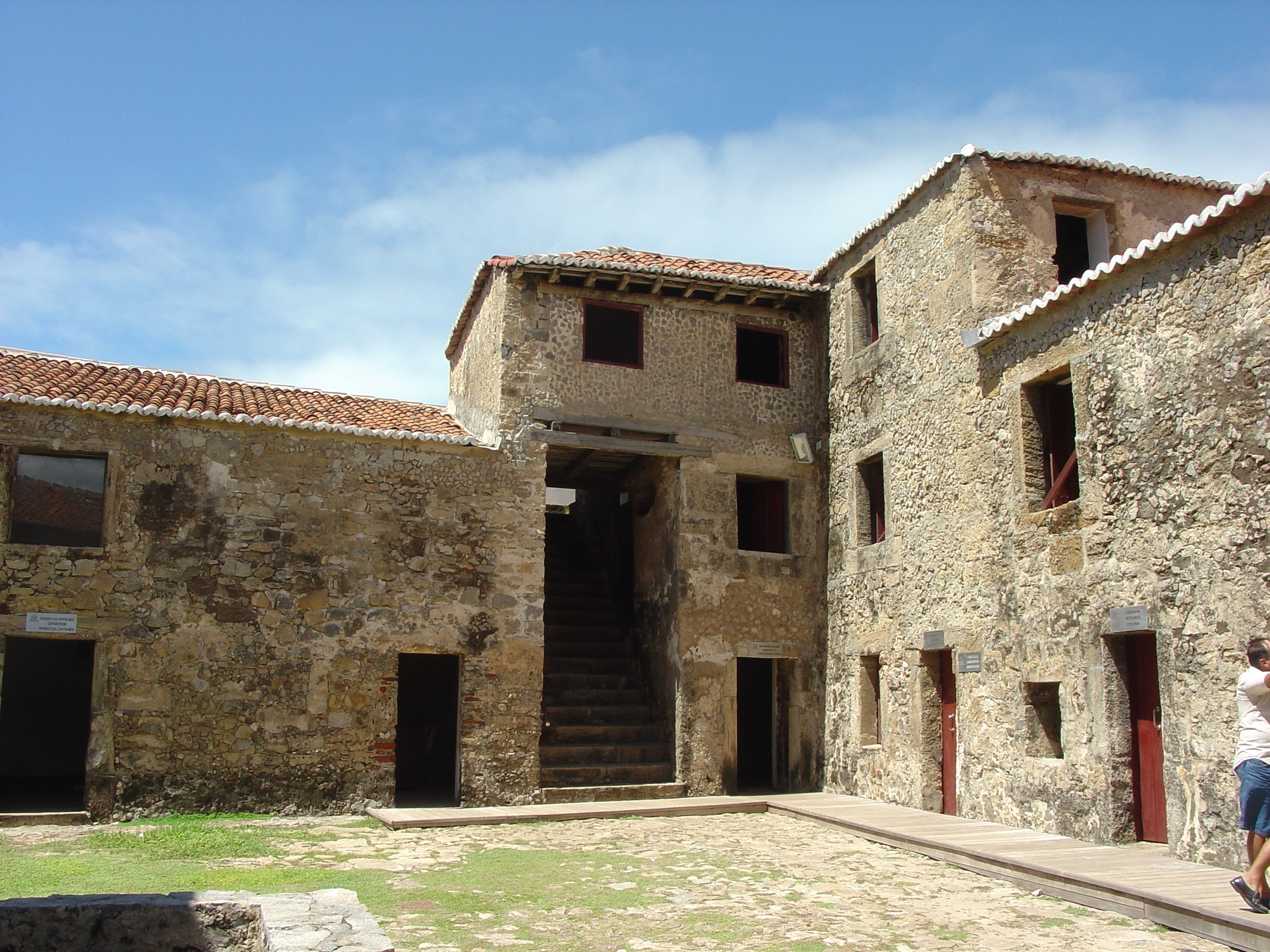
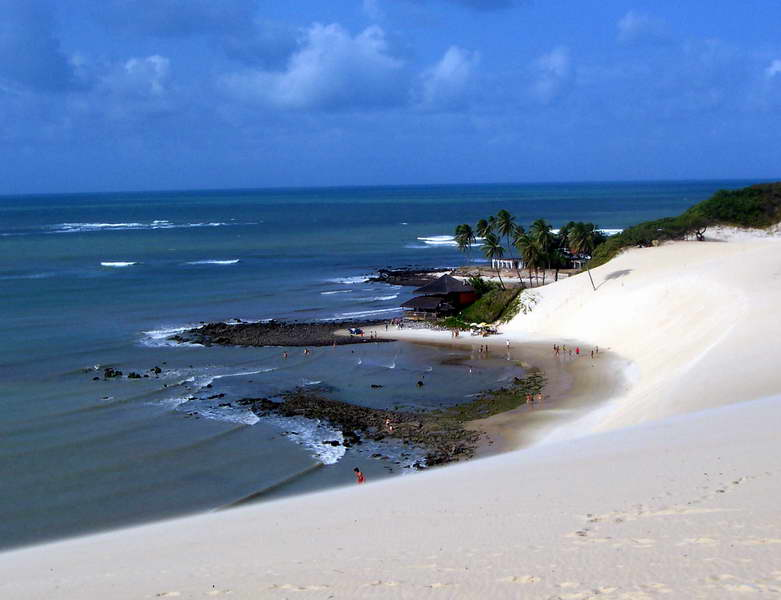
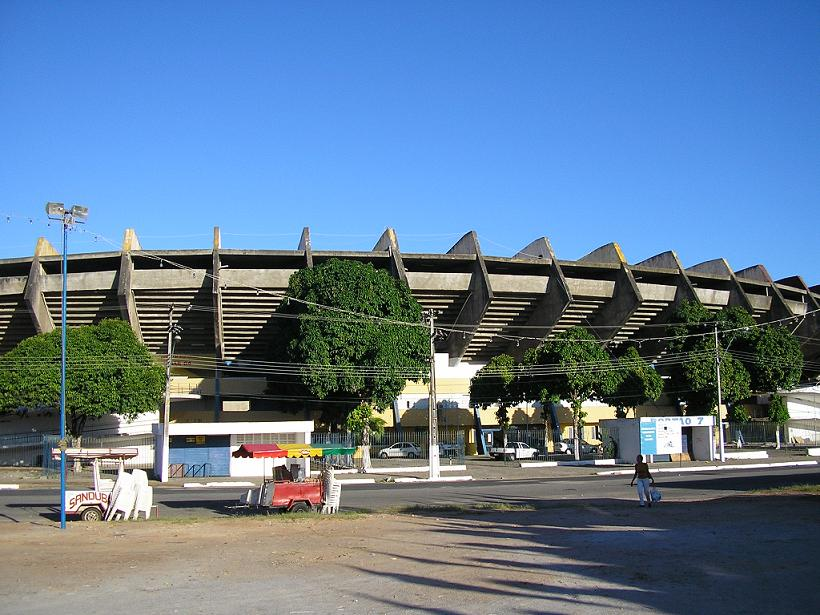
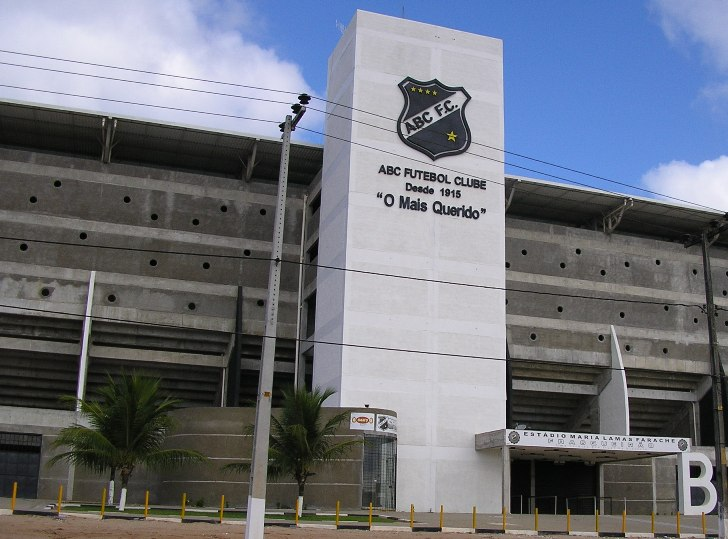
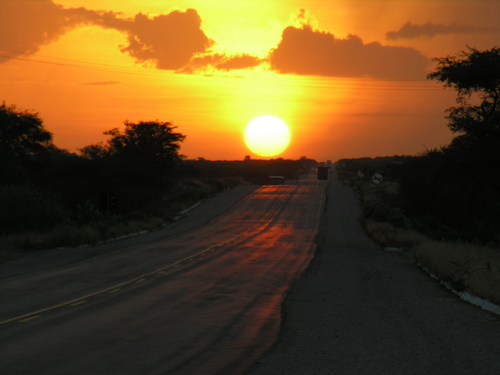
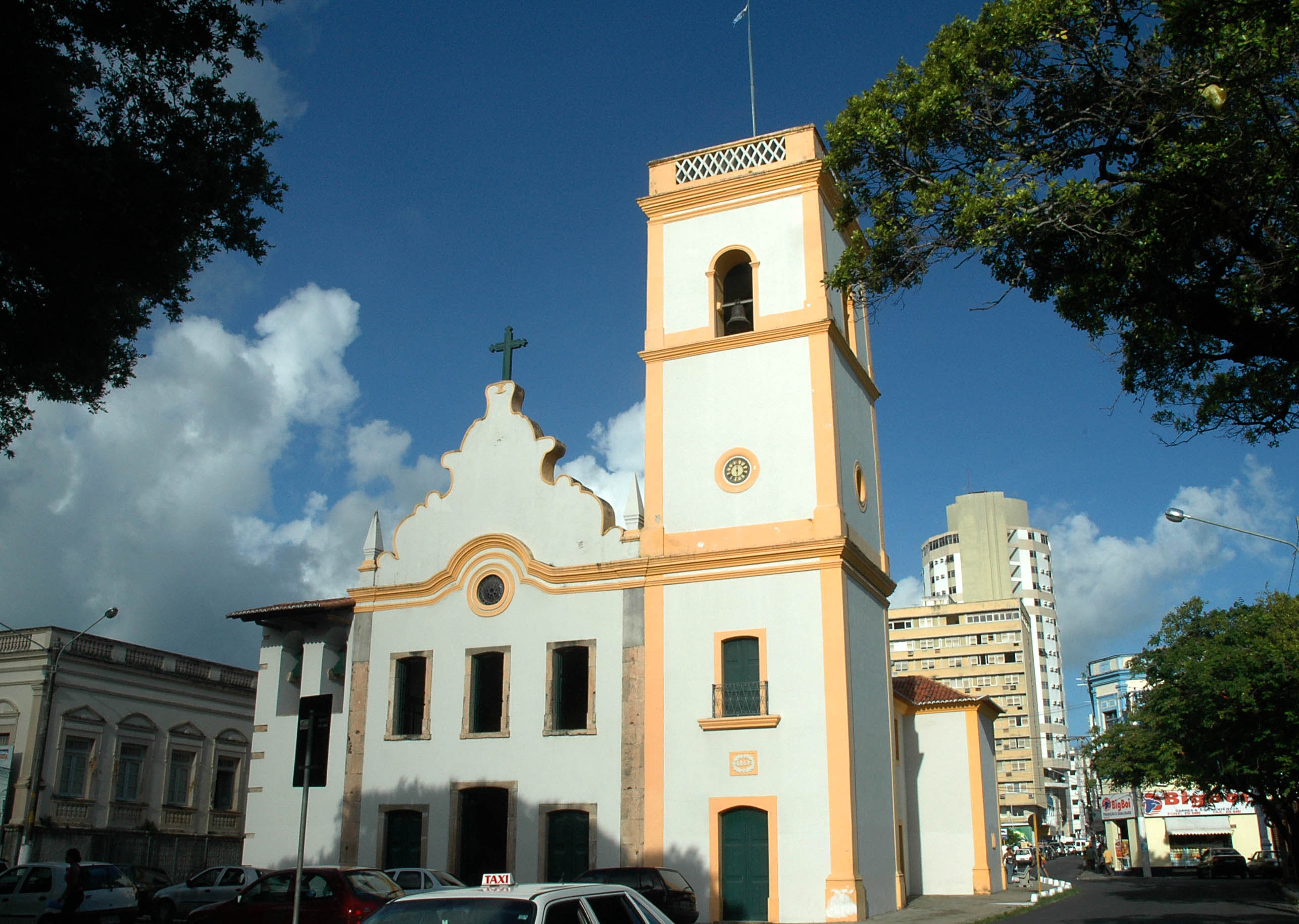
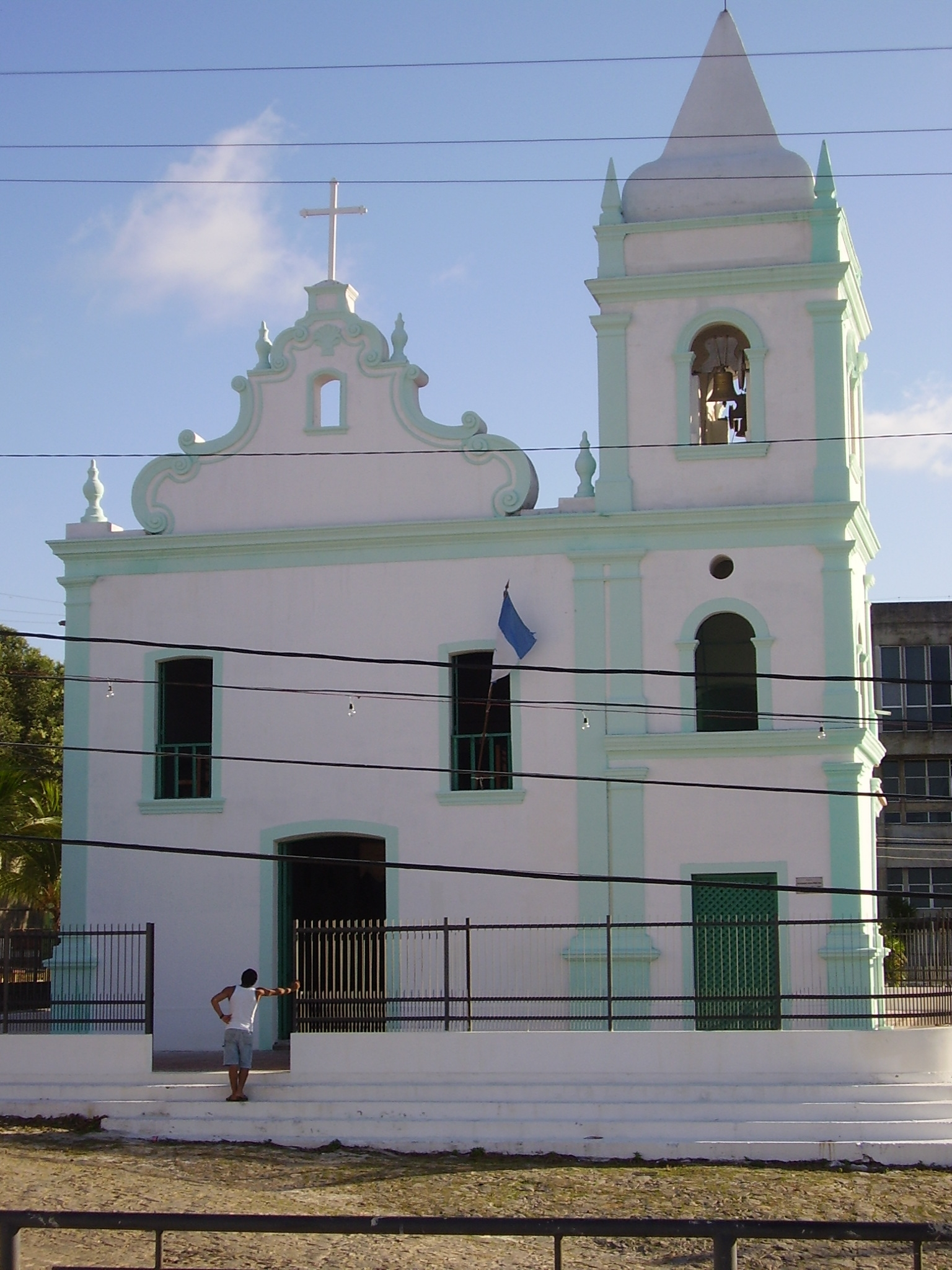
Собор
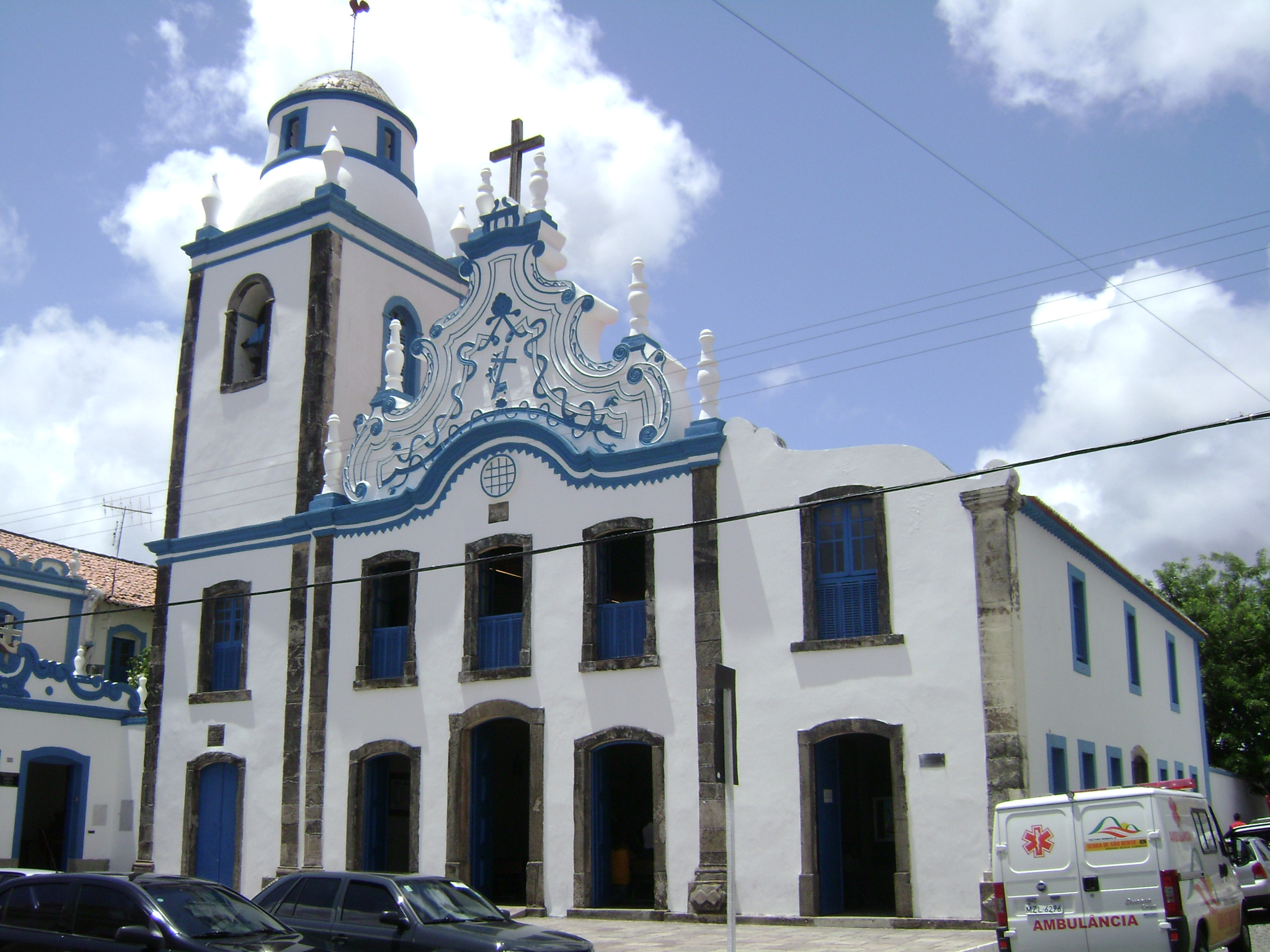
Собор